# Dietrich von Hülsen-Haeseler

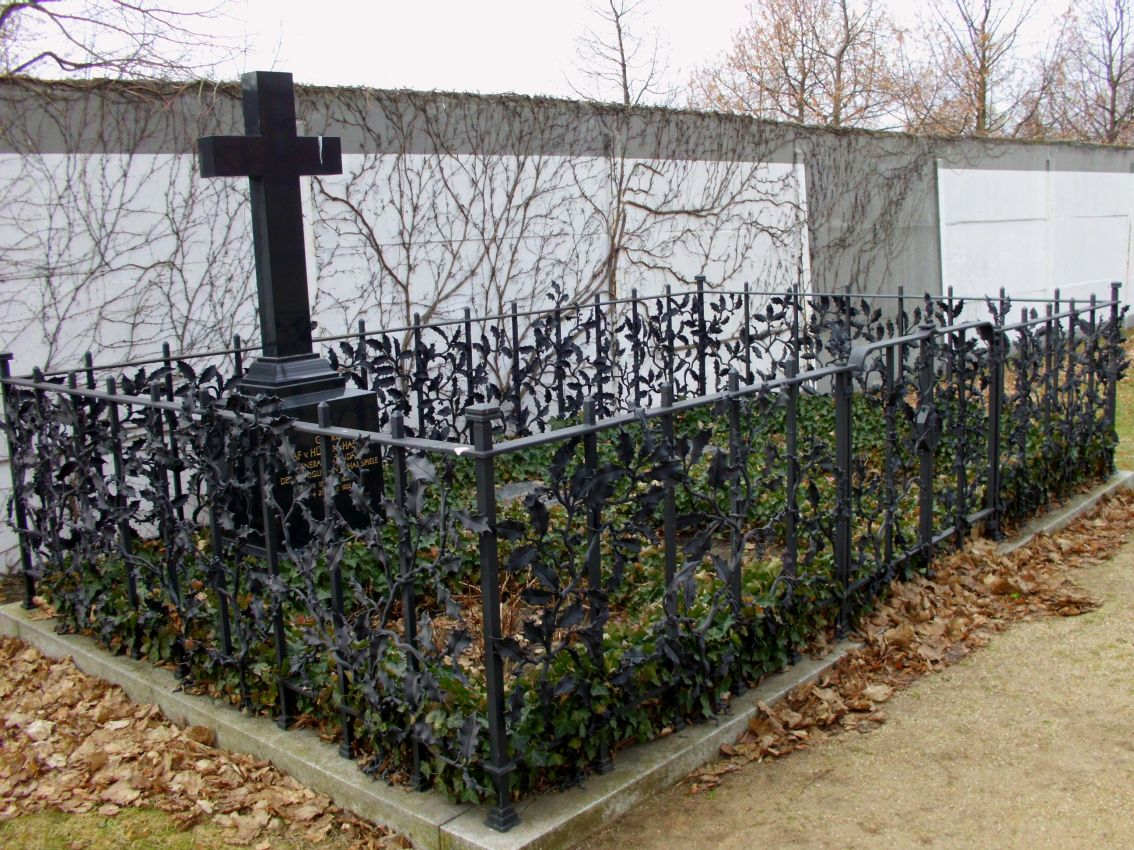
Tombe de Georg et Dietrich von Huelsen-Haeseler au cimetière des Invalides de Berlin (état en 2013)

Hans Dietrich comte von Hülsen-Haeseler (né le 13 février 1852 à Berlin et mort le 14 novembre 1908 à Donaueschingen) est un général d'infanterie prussien.

## Biographie
Dietrich von Hülsen-Haeseler est le fils aîné du directeur général Botho von Hülsen et de son épouse Helene, née comtesse Haeseler. Son jeune frère Georg von Hülsen-Haeseler est fonctionnaire de la cour prussienne et directeur du théâtre royal de Wiesbaden.
Il devient lieutenant dans le 1er régiment de grenadiers de la Garde en 1870, étudie à l'Académie de guerre et est nommé à l'état-major général en 1882. En 1889, il est nommé adjudant de l'empereur Guillaume II.
En 1894, Hülsen est élevé au rang de comte et prend en même temps le nom de jeune fille de sa mère, de sorte qu'à partir de ce moment, il se fait appeler comte von Hülsen-Haeseler.
La même année, il devient attaché militaire auprès de l'ambassade (de) à Vienne à partir du 23 octobre 1894. En 1895, Hülsen-Haeseler est promu colonel et retourne à Berlin le 21 septembre 1897 en tant que commandant du régiment de fusiliers de la Garde. En 1899, il rejoint l'état-major général du corps de la Garde en tant que chef d'état-major et est promu major général. À l'automne de la même année, il reçoit le commandement de la 2e brigade d'infanterie de la Garde.
En mai 1901, Hulsen-Haeseler devient chef du cabinet militaire. En 1902, il est promu lieutenant général et en 1906 général d'infanterie.
Hülsen-Haeseler meurt d'une crise cardiaque à Donaueschingen en 1908 alors qu'il avait dansé sur des airs de valse devant l'empereur Guillaume II lors d'une soirée de chasse au château de Max-Egon II de Fürstenberg (de), déguisé en ballerine portant le tutu de l'hôtesse et coiffé d'un grand chapeau orné de plumes de paon. Les circonstances de la mort sont dissimulées car le corps des officiers est sous une pression publique considérable à cause de l'affaire Harden-Eulenburg et que Hülsen-Haeseler a organisé l'épuration. La mort du général provoque une dépression nerveuse chez Guillaume II, qui subit une pression considérable de la part du public en raison de l'affaire du Daily Telegraph.
Hülsen-Haeseler est enterré au cimetière des Invalides.

## Famille
Il se marie le 24 novembre 1892 à Berlin avec Hildegard von Lucadou (née en 1875), fille du lieutenant-général prussien Armand von Lucadou (de) (1826-1911).